# Стэрди, Вернон
Вернон Эштон Хобарт Стэрди (англ. Vernon Ashton Hobart Sturdee; 16 апреля 1890, Франкстон, Виктория, Австралия — 25 мая 1966, Хайделберг, там же) — австралийский военный деятель, генерал-лейтенант Армии Австралии, начальник Генерального штаба (1940—1942, 1946—1950).
Вернон Стэрди родился в 1890 году в семье с давними военными традициями. Принял участие в Первой мировой войне, в частности в высадке в Галлиполи 25 апреля 1915 года и последовавшей Галлиполийской кампании. Служил на Западном фронте, а также в штабе Британских экспедиционных сил. С окончания войны до 1935 года оставался в звании подполковника. Окончил курсы в Штабном колледже в Кветте (Британская Индия) и Королевском оборонном колледже в Лондоне, а также занимал ряд штабных должностей. Находясь на момент начала Второй мировой войны в 1939 году в звании полковника, в 1940 году Стэрди был произведён в генерал-лейтенанты и назначен на должность начальника Генерального штаба. Он приступил к реформированию и переоснащению армии, а также инициировал заранее обречённую на провал оборону островов близ севера Австралии от японских войск. Позже стал главой австралийской военной миссии в Вашингтоне (округ Колумбия), представлял Австралию в Объединённом комитете начальников штабов. В 1944—1945 годах, как командующий Первой армией в Новой Гвинее, Стэрди провёл три отдельных кампании — Аитапе-Вевакскую, Новобританскую и Бугенвильскую. После окончания войны Стэрди принял капитуляцию всех японских войск в юго-западной части Тихого океана. Будучи одним из старших офицеров армии, в 1945 году он стал главнокомандующим Австралийских военных сил, а в 1946 году во второй раз был назначен начальником Генерального штаба. Находясь на данном посту до 1950 года, Стэрди провёл кардинальную военную реформу, фактически став создателем регулярной Армии Австралии. После отставки занимался домашним хозяйством, не прервав связей с армией. Скончался в 1966 году и был похоронен с воинскими почестями.

## Биография

### Молодые годы и семья

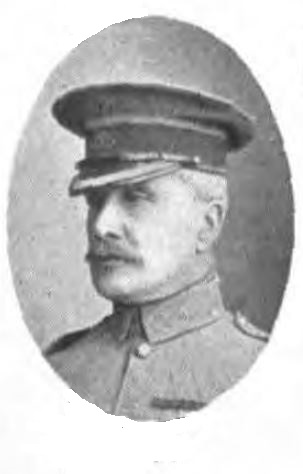
Альфред Стэрди

Вернон Эштон Хобарт Стэрди родился 16 апреля 1890 года в пригороде Мельбурна Франкстоне (штат Виктория, Австралия) в семье Альфреда Хобарта Стэрди (6 мая 1863 — 19 июня 1939) и его жены Лауры Изабелл, урождённой Мерретт (1 мая 1864 — 4 октября 1944). Отец, по профессии врач, был родом из Англии и происходил из известного рода с давними традициями службы во флоте — его братом был будущий адмирал флота Фредерик Чарльз Доветон Стэрди, прославившийся фолклендским боем 1914 года, а племянником — Лайонел Артур Доветон Стэрди, тоже адмирал. Сам Альфред участвовал в англо-бурской войне и Первой мировой войне, во время которой командовал 2-м полевым медицинским отрядом в Галлиполи. Его жена Лаура, известная как Лил, родилась в Австралии и была сестрой Чарльза Мерретта, известного бизнесмена и офицера Вооружённых сил Содружества (позже известных просто как Милиция). Её сводный брат, полковник Гарри Перрен, также был офицером Вооружённых сил Содружества.
В 1905 году Вернон Стэрди окончил Мельбурнскую грамматическую школу, после чего нанялся в ученики инженера-механика в компанию «Jaques Brothers» в Ричмонде (штат Виктория). 19 октября 1908 года в звании второго лейтенанта он поступил в Корпус инженеров, являющийся частью Милиции, затем был повышен до первого лейтенанта Корпуса Королевских австралийских инженеров, а 1 февраля 1911 года был зачислен на действительную военную службу. 4 февраля 1913 года в Английской Церкви Святого Луки в пригороде Мельбурна Фицрой-Норте Стэрди женился на Эдит Джорджине Робинс, двоюродной сестре будущего контр-адмирала Гарри Шауэрса.

### В Первой мировой войне

#### Галлиполи
25 августа 1914 года Стэрди в чине первого лейтенанта был зачислен в Австралийские имперские силы. 18 октября он был повышен в звании до капитана и назначен адъютантом в 1-ю инженерную дивизию. 21 октября Стэрди отплыл из Мельбурна в Египет на борту RMS Orvieto — бывшего океанского лайнера P&O. 5 декабря того же года корабль прибыл в Александрию, и 3 марта 1915 года Стэрди был переведён в Средиземноморские экспедиционные силы. 25 апреля он принял участие в высадке в бухте Анзак с транспортного судна SS Minnewaska, к 9 часам утра покинув корабль. В обязанности Стэрди входила охрана инженерных складов на берегу бухты Анзак, а также изготовление самодельных гранат. Стэрди несколько раз эвакуировался с фронта для лечения в госпитале: по причине брюшного тифа, а также серьёзного повреждения слизистой оболочки желудка от внутренних ожогов из-за слишком большого количества дезинфицирующих «кристаллов Конди» в питьевой воде, в результате которого он всю последующую жизнь испытывал проблемы с желудочно-кишечным трактом. Позже, заболев гриппом, Стэрди был снова эвакуирован из бухты Анзак, 3 июля госпитализирован на Лемносе и 16 июля переведён в больницу на Мальте.
27 июля 1915 года Стэрди был повышен в звании до майора и 6 августа получил назначение в недавно сформированную 2-ю дивизию. По соседству служил и отец Вернона, с мая по август выполнявший обязанности полевого хирурга 16-го медицинского корпуса Австралийской армии. 28 августа 2-я дивизия была переведена из Мудроса в Александрию, и в сентябре Стэрди принял командование 5-й сапёрной ротой. С этого момента и до конца кампании он был ответственным за все инженерные работы и тоннельную войну на участках Стил, Куинн и Кортни-Постс — трёх самых северных, наиболее опасных и открытых частях линии фронта. 1 декабря Стэрди было присвоено звание почётного капитана австралийских военных сил за достойную поощрения работу, выполненную на действительной службе. 17 декабря 1915 года, за два дня до начала окончательной эвакуации, Стэрди в последний раз побывал в бухте Анзак.
5 сентября 1915 года президент Франции произвёл Стэрди в кавалеры ордена Почётного легиона «за долгую добросовестную службу адъютантом 1-й инженерной дивизии с августа 1914 по июль 1915 года и в качестве инженера, отвечающего за участок обороны 2-й дивизии. Он выделялся на общем фоне своими способностями и преданностью долгу, продемонстрировав похвальную стойкость в очень тяжёлых условиях работы».

#### Западный фронт

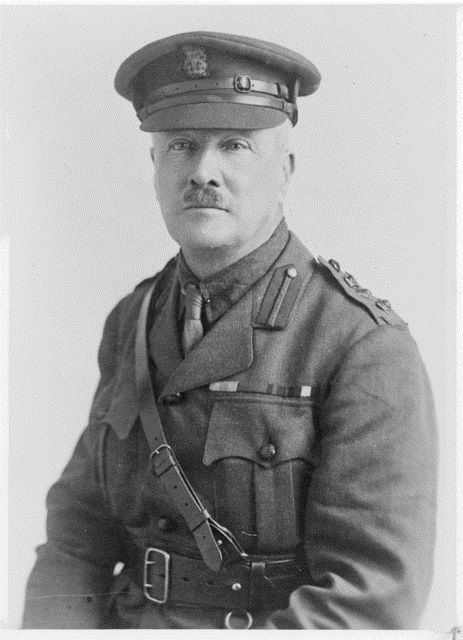
Командир 5-й дивизии Корпуса Королевских инженеров подполковник Вернон Стэрди

Прибыв в Александрию 9 января 1916 года, Стэрди стал ответственным за распределение жилья среди эвакуированных членов АИС в рамках расширения лагеря в Эт-Тель-эль-Кебире. В эти же дни 5-я сапёрная рота была переименована в 8-ю, перейдя в подчинение 5-й дивизии, сформированной в феврале 1916 года. С 1 по 4 июня 1916 года Стэрди находился в больнице. 16 июня 5-я дивизия отбыла в Александрию для соединения с Британскими экспедиционными силами и 25 июня прибыла в Марсель во Франции, а в июле того же года приняла участие в битве при Фромеле, ознаменовавшейся кровавым и катастрофическим провалом союзных войск. В ходе боёв 8-я сапёрная рота Стэрди выступала в качестве подразделения поддержки для 8-й пехотной бригады. Траншеи, вырытые рядовыми роты, облегчили проход бригады через ничейную землю. Из-за тяжёлых потерь, понесённых в битве при Фромеле, 5-я дивизия не смогла принять участие в битве на Сомме. Для укрепления данного участка фронта во II корпусе АНЗАК были созданы силы под командованием генерал-майора Франкса, в зону ответственности которых вошёл участок в секторе Уплин. 22 сентября Стэрди взял на себя командование инженерным отрядом в составе сил Франкса. После того как 5-я дивизия в ноябре была переведена в сектор Сомма—Бапом—Камбре, Стэрди стал ответственным за строительство и последующее обслуживание железной дороги от Альбера до Монтобана.
За свою службу в Галлиполи и Фромеле 13 ноября 1916 года Стэрди был упомянут в донесениях командующего Британскими экспедиционными силами во Франции генерала Дугласа Хейга. 5 декабря Стэрди отбыл в отпуск в Англию. 1 января 1917 года он был удостоен ордена «За выдающиеся заслуги». 4 января отпуск был продлён, 9 января Стэрди воссоединился со своим подразделением, а на следующий день был прикомандирован к штаб-квартире АНЗАК.

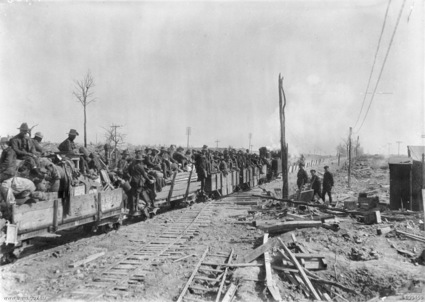
2-я рота 4-го сапёрного батальона передислоцируется по узкоколейной железной дороге, 1917 год

20 января 1917 года Стэрди получил временное звание коммандера инженерных войск 4-й дивизии, но уже 8 февраля вернулся в прежний чин, а 13 февраля был повышен до подполковника и стал командиром 4-го сапёрного батальона. Подразделения сапёров были организованы как пехотные батальоны, но состояли из большого числа квалифицированных рабочих и были заняты только на выполнении строительных задач и инженерном надзоре. В течение следующих девяти месяцев военнослужащие 4-го батальона поддерживали в нормальном состоянии дороги, строили лагеря, прокладывали кабели, рыли окопы и блиндажи. 14 августа Стэрди был ранен в бою и 20 августа взял отпуск, в котором пробыл до 24 сентября, а 2 ноября был прикомандирован к штаб-квартире Австралийских имперских сил в Англии. К концу 1917 года правительство Австралии начало продвигать идею замены офицеров Британской армии в австралийских подразделениях на австралийцев. В рамках этой «австралианизации» Австралийского корпуса Стэрди 25 ноября 1917 года возглавил инженерную службу 5-й дивизии, сменив на этом посту британского офицера. 31 декабря 1917 года он поступил на британскую военную службу, 1 февраля 1918 года воссоединился со своим подразделением и 26 марта сдал командование инженерными войсками 5-й дивизии. 27 марта Стэрди был прикомандирован к штабу Британских экспедиционных сил. До того времени фельдмаршал Хейг отказывался принимать в свои сотрудники членов АИС, и назначение Стэрди вызвало затяжной спор между премьер-министром Австралии Уильямом Хьюзом и британским правительством. Тем не менее Стэрди как первому австралийскому офицеру в этом качестве выпала редкая возможность вживую понаблюдать за работой одного из крупнейших армейских штабов, занимавшихся оперативным командованием. С 7 по 12 сентября Стэрди находился в отпуске в Великобритании. Его служба при штабе завершилась 22 октября того же года. За шесть месяцев службы при штабе Стэрди быстро вписался в команду, состоявшую в основном из британских офицеров, став свидетелем сотрудничества между представителями Союзных сил и научившись умелому ведению переговоров на высшем уровне.
За службу в руководстве и штабе 8 ноября 1918 года Стэрди был второй раз упомянут в донесениях Дугласа Хейга, а 1 января 1919 года — произведён в офицеры ордена Британской империи.

### Межвоенное время
16 ноября 1918 года Стэрди вернулся в Австралию, и 14 марта 1919 года был уволен из АИС. Имея право на почётное звание подполковника, Стэрди остался всего лишь капитаном. 1 января 1920 года он был временно повышен до подполковника, но постоянное звание получил только 1 апреля 1932 года. После окончания войны Стэрди служил старшим инженерным офицером в штабе 3-го военного округа в Казармах Виктории в Мельбурне. С 1921 года в течение двух лет он учился в Штабном колледже в Кветте в Британской Индии, где по долгу службы сотрудничал с офицерами доминионов. С 16 февраля по 31 декабря 1924 года Стэрди был инструктором по военной инженерии и топографии в Королевском военном колледже в Дантруне, после чего вернулся в Мельбурн для службы в штабе 4-й дивизии, в котором пробыл до 26 марта 1929 года. В мае 1929 года Стэрди переехал в Великобританию, где в течение двух лет служил в Военном министерстве, а также окончил курс Королевского оборонного колледжа в Лондоне. С 1 января 1931 по 31 декабря 1932 года Стэрди был военным представителем в Высокой комиссии Австралии в Лондоне, где подружился с офицерами, которые в будущем стали видными военными деятелями.
С 14 февраля 1933 по 1 марта 1938 года Стэрди был директором военных операций и разведки в штаб-квартире Армии Австралии в Мельбурне. Период своего пребывания на этом посту он позднее охарактеризовал как время, «когда армия была на самом дне». Как и его предшественник в данной должности полковник Джон Лаварак и многие другие должностные лица, Стэрди не очень верил в правительственную «сингапурскую стратегию», являвшуюся краеугольным камнем британской военной политики в Азии и направленную на сдерживание японской агрессии путём размещения в Сингапуре мощного британского флота. В 1933 году Стэрди отметил, что старшие японские офицеры «все будут регулярами, полностью обученными и снаряжёнными для операций, и фанатиками, готовыми на смерть в бою, а наши части будут состоять в основном из гражданских, спешно мобилизованных с минимальной подготовкой, недостаточно оснащённых артиллерией и боеприпасами». 1 марта 1938 года Стерди был назначен на пост директора службы по персоналу и пробыл в этой должности до 12 октября, когда его сменил Сидни Ровелл. Согласно британской системе организации военной службы, в полномочия директора входили контроль за исполнением должностных обязанностей, обучением, укреплением военной организации и боеспособности сотрудников штаба.
1 июля 1935 года Стэрди был временно повышен до полковника и, наконец, 1 июля 1937 года получил это звание на постоянной основе — через двадцать лет после того, как стал подполковником АИС. За заслуги на работе в штабе армии Стэрди 1 января 1939 года был произведён в командоры ордена Британской империи. Награждение орденом состоялось всего за четыре дня до смерти отца Стэрди, скончавшегося 19 июня 1939 года.

### Во Второй мировой войне

#### Оборона Австралии

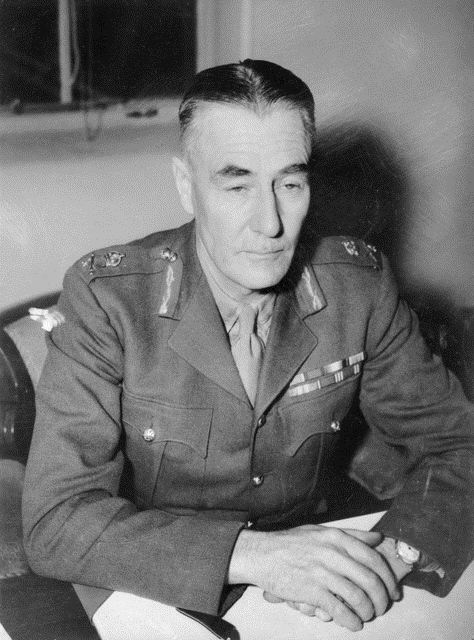
Генерал-лейтенант Вернон Стэрди, Мельбурн, 1940 год

В 1939 году начальник Генерального штаба генерал-лейтенант Эрнест Сквайрс приступил к реализации плана реорганизации армии, согласно которому старые военные округа были заменены более крупными командованиями во главе с генерал-лейтенантами. 13 октября 1939 года, после возвращения с Имперской оборонной конференции в Новой Зеландии, Стэрди был временно повышен в звании до генерал-лейтенанта и взял на себя управление новообразованным Восточным командованием со штаб-квартирой в Сиднее. Стремительное продвижение по службе стало лишь ещё одним подтверждением военных талантов Стэрди, а журналисты отмечали, что число 13 в который раз оказалось для него счастливым. В обязанности Стэрди вошёл контроль за набором и обучением личного состава и за оснащением подразделений новых Вторых Австралийских имперских сил, формируемых в Новом Южном Уэльсе, а также уже призывной Милиции. Тогда же на пост командующего АИС на Ближнем Востоке был назначен генерал-лейтенант Томас Блэми, впоследствии проведший их успешную эвакуацию.
1 июля 1940 года Стэрди был понижен в звании до генерал-майора, после чего назначен командиром вновь созданной 8-й дивизии Вторых АИС. Это назначение он воспринял с энтузиазмом. 7 июня во Вторых АИС ему был присвоен номер NX35000. Однако период нахождения Стэрди на посту командира 8-й дивизии был кратким, заняв всего два месяца. 13 августа 1940 года начальник Генерального штаба, генерал Бруденелл Уайт погиб в авиакатастрофе в Канберре. Семнадцать дней спустя, 30 августа, Стэрди был восстановлен в звании генерал-лейтенанта и назначен на пост начальника Генерального штаба, который принял неохотно, так как был гораздо больше заинтересован в командной работе, хоть и являлся опытным штабным офицером. Таким образом, не получив оперативного контроля над АИС, он стал ответственным за подготовку и содержание войск на Ближнем и Дальнем Востоке, Малайе и островах Юго-Западного Тихоокеанского региона, а также за расширение, модернизацию и управление Милицией.

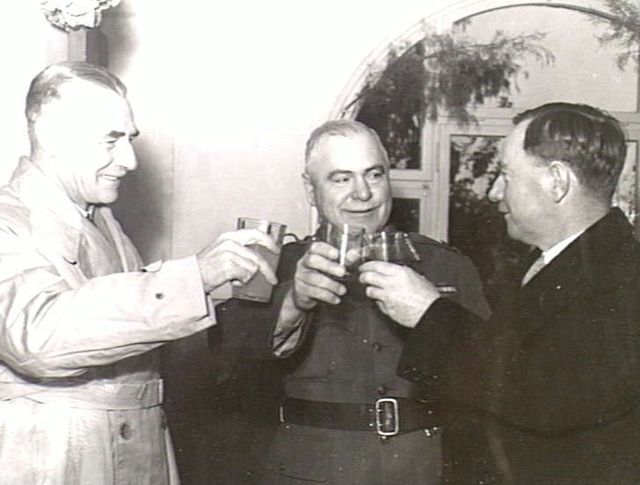
Стэрди, Блэми и Спендер встречают новый 1941 год в Палестине

Назначение совпало с критическим моментом для Австралии, к которому Стэрди подошёл спокойно, будучи достаточно сильным морально и физически для того, чтобы справиться с длительным стрессом. В условиях растущей вероятности войны с Японией Стэрди осознавал необходимость принятия соответствующих мер для будущей обороны Австралии, в числе которых были введение учебных программ для личного состава, укрепление противовоздушной обороны побережья и основных портов, расширение военно-промышленного потенциала страны, создание промышленных мощностей по производству боеприпасов на австралийском континенте, практически полностью зависящем от военных поставок из-за рубежа. Этот время вошло в историю как период большого расширения Армии Австралии. Параллельно Стэрди не забывал и о бытовой стороне военной жизни: он требовал поддержания постоянно комфортного уровня несения службы в расположениях войск, завоевав репутацию командира, который «заглядывает в каждый котёл», ревизуя кухни военных лагерей во время проверок. Не обошлось и без организационных проблем. Ещё в 1935 году Джон Лаварак рекомендовал в случае войны упразднить Военный совет и возложить его полномочия на Верховного главнокомандующего. В апреле 1941 года министр обороны Перси Спендер приступил к реализации этого плана, рекомендовав Стэрди на пост главнокомандующего австралийских вооружённых сил. Однако вместо этого правительство утвердило британскую систему, в которой Военная коллегия (в Великобритании — Армейский совет) возглавлялась отдельным Главнокомандующим внутренних войск. 5 августа 1941 года на эту недавно созданную должность был назначен генерал-майор сэр Ивен Маккей. Тем не менее, идея о должности главнокомандующего не погибла благодаря редакциям газет The Sunday Telegraph и The Sydney Morning Herald, активно выступавших за введение этого поста.

#### Ост-Индия

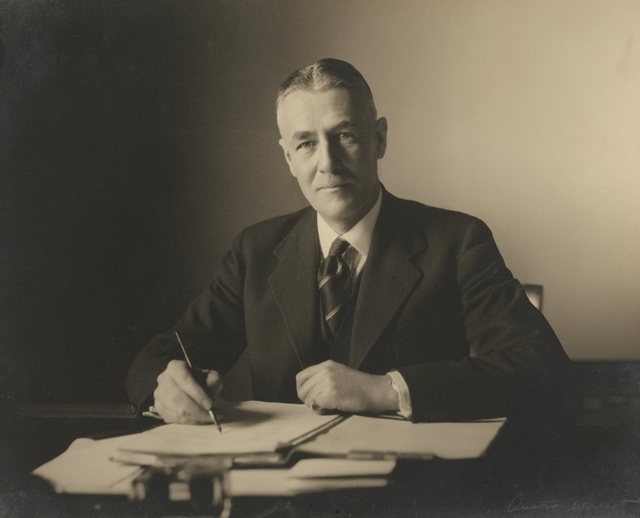
Вернон Стэрди за рабочим столом

После того как Япония атаковала Пёрл-Харбор и неизбежность войны стала очевидна практически всем, Стэрди надавил на правительство для того, чтобы оно пошло на шаги по ещё большей реорганизации армии, которая, несмотря на все его старания, осталась плохо оснащённой и неспособной защитить даже материк. Даже после захвата Малайи подавляющее большинство населения Австралии думало, что «неприступная» оборона Сингапура остановит японцев, и даже сомневающиеся хотели в это верить и надеяться. Однако чуда не произошло, и после падения Сингапура 14 февраля 1942 года австралийское общество охватили тревога и неверие. После этого Стэрди как мог пытался организовать оборону островов, находящихся к северу от Австралии, а также остановить японское наступление на юг. Имея в своём распоряжении только лишь одну пехотную бригаду АИС — 23-ю, Стэрди мог позволить себе защищать только те острова, которые являлись наиболее стратегически важными для обороны Австралии: 2/21-й пехотный батальон был отправлен на Амбон, 2/22-й — в Рабаул, а 2/40-й пехотный батальон и 2/2-я отдельная рота — на Тимор. Стэрди понимал, что возможность военного успеха невелика, но тем не менее ожидал, что данные подразделения будут «обороняться как можно лучше», насколько позволят их ограниченные ресурсы, замедлив наступление японцев до прибытия подкрепления из Австралии. Когда появились сомнения в моральных качествах одного из командиров, Стэрди заменил его на офицера из Штаба Армии, добровольно вызвавшегося занять эту должность несмотря на сложившуюся обстановку. В конечном итоге, после энергичной обороны сопротивление всех австралийских гарнизонов на островах было подавлено японцами, за исключением 2-й отдельной роты Вторых АИС, которой удалось удержаться в Восточном Тиморе.
В феврале 1942 года, после пророческих слов Лаварака о скором падении Голландской Ост-Индии, Стэрди призвал правительство развернуть войсковую группировку в размере 17 800 человек, возвращавшуюся с Ближнего Востока для командирования на Яву. В неё, в частности, входили 6-я и 7-я дивизии. Стэрди утверждал, что отправка войск на Яву невозможна и поэтому все людские ресурсы должны быть сконцентрированы в районе, из которого можно было бы их направить в наступление. Лучшим местом для этого, по его мнению, была Австралия. Поддержав начальника Генерального штаба, премьер-министр Австралии Джон Кэртин включился в спор с премьер-министром Великобритании Уинстоном Черчиллем и президентом США Франклином Рузвельтом, предложившими направить подразделения АИС в Бирму для остановки наступления японцев на Рангун. После того как Стэрди пригрозил отставкой, Кэртин в конце концов отстоял свою точку зрения, правительство Австралии отклонило просьбу Великобритании и США. Последующие события подтвердили верность проведённого австралийцами анализа ситуации, который заключался в том, что АИС потерпят поражение в Бирме, и тогда Австралия будет неизбежно открыта для японского нападения. Единственным человеком, написавшим об этой истории, стал автор официальной истории участия Австралии во Второй мировой войне Лайонел Уигмор, сделавший вывод:

Теперь очевидно, что к моменту подхода 7-й дивизии ей оставалось бы только участвовать в эвакуации войск из Пегу и в долгом отступлении в Индию. В этом случае она не могла бы вернуться в Австралию, отдохнуть и отправиться в Новую Гвинею, чтобы сыграть ключевую роль в разгроме японского наступления, начавшегося там в июле 1942 года. Поэтому союзникам сослужили хорошую службу здравомыслие и твёрдая настойчивость генерала Стэрди, стоявшего на своём несмотря на мнение начальников штабов в Лондоне и Вашингтоне, и упорство господина Кэртина, выдержавшего благонамеренное давление Черчилля и Рузвельта.
Оригинальный текст (англ.)It is now evident that the 7th Division would have arrived only in time to help in the extraction from Pegu and to take part in the long retreat to India. In that event it could not have been returned to Australia, rested and sent to New Guinea in time to perform the crucial role it was to carry out in the defeat of the Japanese offensive which would open there in July, 1942. The Allied cause therefore was well served in sound judgement and solid persistence of General Sturdee who maintained his advice against that of the Chiefs of Staff in London and Washington; and by the tenacity of Mr Curtin who withstood the well meaning pressures of Churchill and Roosevelt.

#### Океания
В марте 1942 года была упразднена Военная коллегия и главнокомандующим был назначен генерал сэр Томас Блэми. К июлю 1942 года Блэми, посоветовавшись с Кэртином и Дугласом Макартуром, пришёл к выводу о недостаточности австралийского военного представительства в США. Он решил, что после напряженных событий предыдущих месяцев Стэрди необходимо отдохнуть, и назначил его главой австралийской военной миссии в Вашингтоне, где составлялись стратегические планы по ведению войны. Стэрди согласился с этим назначением при условии, что после года, проведённого в Вашингтоне, он получит в своё распоряжение важный и ответственный пост. После этого, 10 сентября 1942 года, преемником Стэрди на должности начальника Генерального штаба стал генерал-лейтенант Джон Норткотт, рассматривавшийся в качестве кандидата на этот пост ещё в 1940 году. В то же время Стэрди был тёпло принят в Вашингтоне как единственный представитель Австралии в Объединённом комитете начальников штабов, располагавший при этом правом прямого доступа к начальнику штаба Армии США генералу Джорджу Маршаллу.
1 января 1943 года за заслуги в качестве начальника Генерального штаба Стэрди был пожалован в компаньоны ордена Бани. 22 января 1948 года он был удостоен командорской степени ордена «Легион почёта» от президента США «за исключительно похвальную службу и оказание выдающихся услуг правительству Соединенных Штатов с сентября 1942 года по февраль 1944 года».

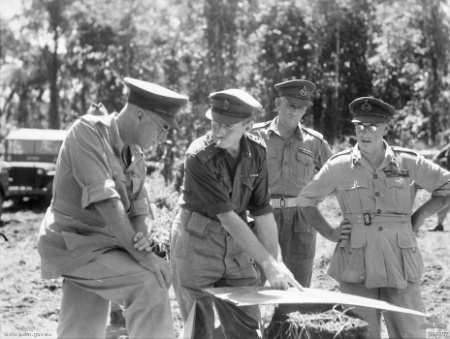
Командующий Первой армией Вернон Стэрди, командир 15-й пехотной бригады Хиткот Хаммер, командир 3-й дивизии Уильям Бриджфорд, командир II корпуса Стэнли Сэвидж. 12 мая 1945 года, район реки Пуниата на Бугенвиле.

Вернувшись в Австралию, 1 марта 1944 года Стэрди принял на себя командование Первой армией, сменив на этом посту генерал-лейтенанта Лаварака. Первая армия состояла из 110 тысяч человек. Первоначально её штаб-квартира располагалась в штате Квинсленд, но 2 октября 1944 года была переведена в Лаэ, и Стэрди принял на себя командование войсками в Новой Гвинее. В его распоряжении находились: II корпус генерал-лейтенанта Стэнли Сэвиджа со штаб-квартирой в Торокине на Бугенвиле, 5-я дивизия генерал-майора Алана Рамсея на Новой Британии, 6-я дивизия генерал-майора Джека Стивенса в Аитапе и 8-я пехотная бригада бригадира Клода Юэна Кэмерона, базировавшаяся к западу от Маданга. 18 октября Блэми в оперативной инструкции, определявшей роль Первой армии, предписывал ей «ведя наступательные действия, подавлять сопротивление неприятеля, насколько позволяет обстановка без привлечения крупных сил». Стэрди был обеспокоен двусмысленностью этого указания и попросил разъяснений у Блэми. Главнокомандующий заявил, что «мы должны действовать постепенно», используя патрули для выяснения численности и расположения японских подразделений перед началом большого наступления. Ситуация на Новой Британии была достаточно простой: союзному командованию не хватало информации о том, сколько японских подразделений развёрнуто в данном районе, но при этом было известно, что они мощнее австралийских сил, и поэтому наилучшим решением стало устранение небольших вражеских отрядов посредством агрессивных действий патрулей, в стиле герильи. В Аитапе генерал-майору Стивенсу была поставлена задача, с одной стороны, достаточно далеко отбросить японцев, чтобы защитить аэродромы, а с другой стороны, удержаться от вовлечения 6-й дивизии в серьёзные боевые действия, так как она могла потребоваться для использования в другом месте. В то же время Сэвидж на Бугенвиле располагал достаточными силами и возможностью проведения широкомасштабной кампании, но Блэми советовал ему при этом соблюдать должную осторожность.

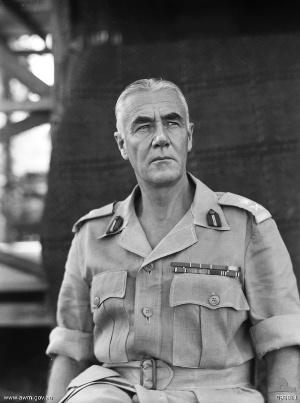
Командующий Первой армией Вернон Стэрди, 13 июля 1945 года, Лаэ, Новая Гвинея

В свете противоречивых требований и ограниченности ресурсов Стэрди пришлось вести одновременно три кампании в далеко отстоящих друг от друга местах — Аитапе-Вевакскую, Новобританскую и Бугенвильскую. При этом источником «постоянного беспокойства» оставалась доставка военных грузов, контролировавшаяся генералом Дугласом Макартуром из штаба командования Юго-Западного Тихоокеанского региона. 18 июля 1945 года Стэрди писал Сэвиджу:

Наши операции на Бугенвиле и в районе 6-й дивизии висят на волоске в связи с политической враждебностью оппозиции и критикой в прессе действий, ведущихся в этих районах. Общая стратегия определяется не нами, но мы должны проводить наши операции в соответствии с ролью, порученной нам ГК [Блэми], основная суть которой в том, чтобы достичь наших целей с минимальными потерями среди австралийцев. Мы никоим образом не зависим от фактора времени, и до сих пор нам удавалось побеждать японцев с очень разумными потерями с учётом количества японцев, которых удалось уничтожить.
Оригинальный текст (англ.)We are on rather a hair trigger with operations in Bougainville and in 6 Division area in view of the political hostility of the Opposition and the Press criticism of the policy of operations being followed in these areas. The general policy is out of our hands, but we must conduct our operations in the spirit of the role given us by C. in C. [Blamey], the main essence of which is that we should attain our object with a minimum of Australian casualties. We have in no way been pressed on the time factor and to date have managed to defeat the Japs with very reasonable casualties considering the number of the Japs that have been eliminated.

Проведённые под руководством Стэрди операции оказались эффективными. На Бугенвиле войска Сэвиджа ценой 516 погибших и 1572 раненых австралийцев оккупировали большую часть острова, убив 8500 японских солдат, в то время как ещё 9800 погибли от недоедания и болезней. На Новой Британии, где погибли 74 и были ранены 140 австралийцев, превосходящие силы 5-й дивизии захватили центр острова. Между тем, в Аитапе-Веваке, при зачистке берега от японцев и вытеснении их в горы, 6-я дивизия потеряла погибшими и ранеными 442 и 1141 солдата соответственно, но при этом в боях было убито 9 тысяч солдат противника и освобождено 269 заключённых.

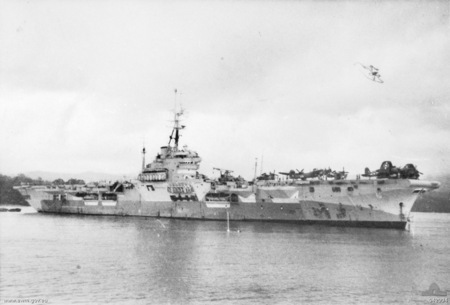
«HMS Glory» на стоянке у Рабаула

6 сентября 1945 года в районе расположения Первой армии Стэрди принял капитуляцию японских войск от командира 8-м фронтом генерала Хитоси Имамуры и командира Флота Юго-Восточного района адмирала Дзинъити Кусаки на церемонии, состоявшейся на палубе британского авианосца HMS Glory у берегов Рабаула. Взойдя на корабль, Имамура остановился перед столом, отдал честь и передал Стэрди свой меч. После объяснений условий сдачи японских войск Имамура заявил через переводчиков о том, что не может подписать акт от имени флота, однако это недоразумение было урегулировано, так как соответствующими полномочиями был наделён Кусака. Имамура расписался на английском языке ниже японских иероглифов, после чего свою подпись поставил Стэрди. Умамура, Кусака и Стэрди поочерёдно расписывались на актах о капитуляции, причём в трёх экземплярах — для корабля, австралийцев и японцев. В соответствии с приказами Главнокомандующего союзными войсками в Юго-Западной части Тихого океана генерала Дугласа Макартура, церемония прошла через четыре дня после подписания Акта о капитуляции Японии, состоявшегося 2 сентября 1945 года.

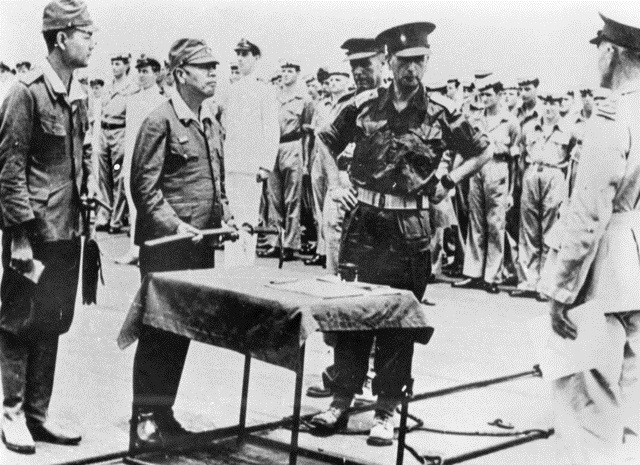
Имамура передаёт Стэрди свой меч
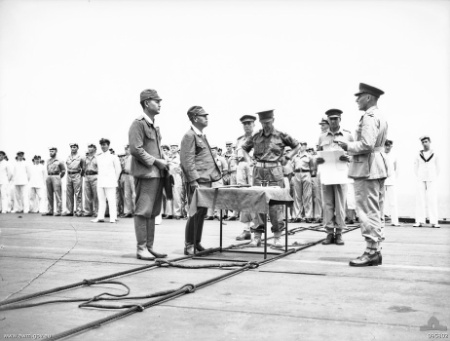
Стэрди зачитывает акт о капитуляции
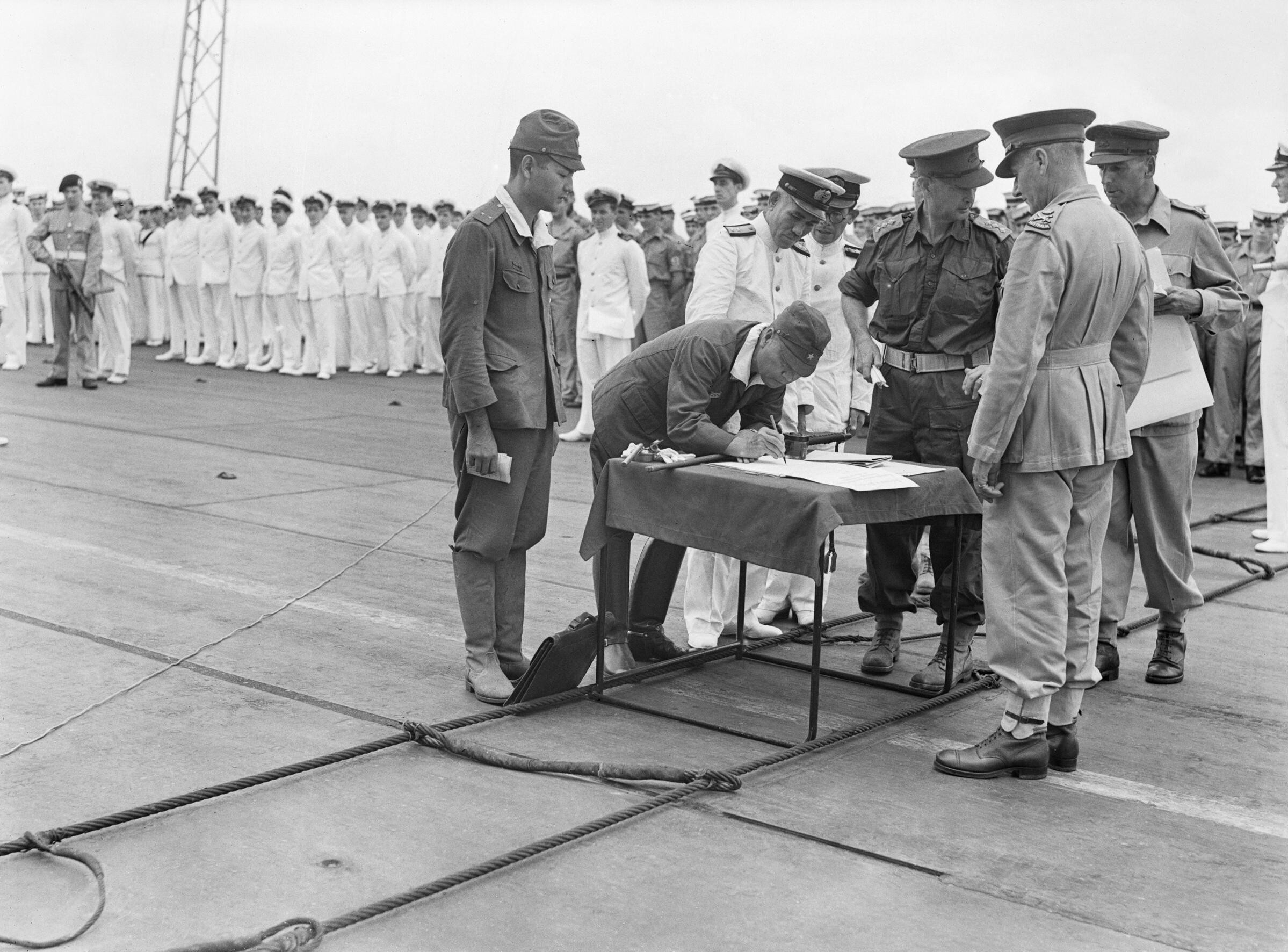
Расписывается Имамура
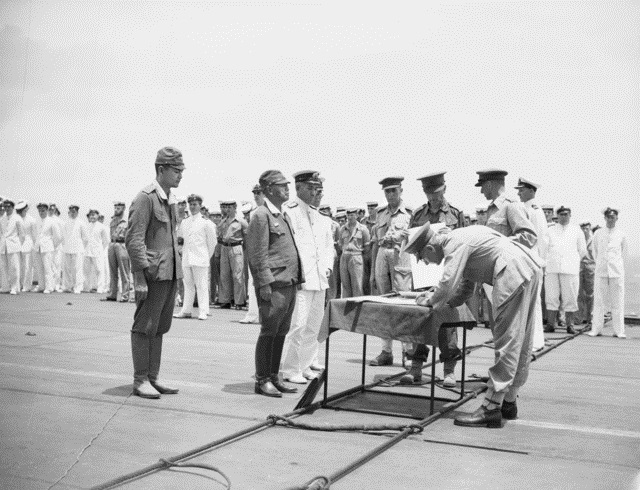
Расписывается Стэрди

Акт о капитуляции ознаменовал конец военных действий между японцами и австралийцами в Новой Британии, Новой Гвинее, Новой Ирландии, на Бугенвиле и прилегающих островах, и согласно его условиям в плен союзникам сдался японский военный контингент численностью более 139 тысяч человек. За службу во время последних кампаний Блэми рекомендовал присвоить Стэрди рыцарство, которое в итоге превратилось в третье упоминание в донесениях за «храбрую и достойную службу в Юго-Западном Тихоокеанском регионе» от 4 марта 1947 года.

### Последующая работа

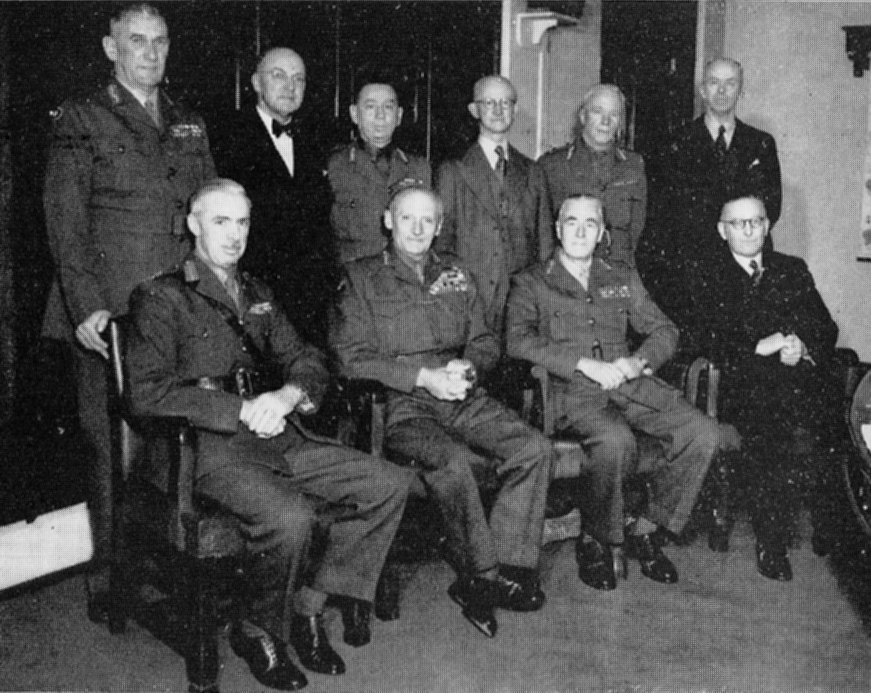
Совещание Военного совета: стоят — Уильям Бриджфорд, Р. Х. Несбитт, У. М. Андерсон, Дж. Т. Фитцджеральд, У. У. Уиттл, К. Б. Лаффан; сидят — Сидни Ровелл, начальник Имперского генерального штаба Бернард Монтгомери, Вернон Стэрди, Ф. Р. Синклэр. Мельбурн, 1947 год

В ноябре 1945 года министр армии Фрэнк Форд сообщил Блэми о том, что правительство решило восстановить Военный совет, и, следовательно, он должен освободить свою должность. 1 декабря 1945 года Стэрди стал исполняющим обязанности главнокомандующего Австралийских военных сил, однако 1 марта 1946 года этот пост был упразднён, и он снова стал начальником Генерального штаба. Стэрди согласился принять эту должность лишь после выполнения одного условия — назначения сменившего его на ней Норткотта командующим Оккупационными силами Британского Содружества в Японии; по мнению Стэрди, именно такой пост соответствовал достоинствам и заслугам Норткотта. В то же самое время преемником Стэрди в качестве командующего Первой армией стал генерал-лейтенант Хорас Робертсон.
Стэрди предстояло проделать большую работу: по состоянию на август 1945 года численность армии военного времени составляла 383 тысячи человек, из которых 177 тысяч служили за пределами Австралии. Эти войска должны были быть демобилизованы, но структура, которой предстояло заменить армию военного времени, ещё не была создана. Её разработкой пришлось заняться Стэрди и его заместителю генерал-лейтенанту Сидни Ровеллу. Представленное ими предложение о создании Национальной службы, включающей в себя регулярную армию из 33 тысяч и резерв из 42 тысяч человек, было подвергнуто критике со стороны кабинета министров, а финансирование было снижено до 20 млн фунтов стерлингов в год. В итоге в 1947 году был утверждён план по набору 19 тысяч регулярных служащих и 50 тысяч резервистов с финансированием в размере 12,5 млн фунтов стерлингов в год; по данному плану корректировке подвергся и пересмотр условий воинской службы. Помимо этого Стэрди занялся решением проблемы с огромными запасами оборудования, боеприпасов и прочих материалов, которые намного превышали потребности послевоенной армии и в дальнейшем были утилизированы. Параллельно армия освобождалась от патроната над школами, учебными заведения и больницами; некоторые из них передавались под управление Департамента репатриации. Кроме того, на армию были возложены обязанности по проведению учений и поддержке участия в британских Оккупационных силах в Японии. В последующие пятьдесят лет все военные операции проводились созданной Стэрди новой регулярной армией, а не милицией или специально привлекаемыми экспедиционными силами.
В период нахождения Стэрди на посту начальника Генерального штаба армия пользовалась большим авторитетом в глазах как общественности, так и правительства. Премьер-министр Бен Чифли выражал восхищение работой Стэрди, в том числе по причине твердой поддержки правительства армией во время забастовки угольщиков 1949 года, когда в рамках разрешения трудового конфликта на предприятия Нового Южного Уэльса были введены войска. В это время сам Стэрди находился за границей, и вместо него улаживать конфликт в шахты отправился Сидни Ровелл; по его совету правительство всё-таки решило выплатить угольщикам полагающиеся им надбавки к зарплате и даже доставить им партию пива. В то же время австралийские газеты наперебой расхваливали «организационный гений» и «здравый смысл» Стэрди, описывали его как «одного из самых блестящих военачальников в истории Австралии», сравнимого лишь с покойным генералом Джоном Монашом. Друг и соратник Стэрди, Сидни Ровелл, впоследствии отмечал:

Для тех из нас, кто тогда работал с ним, Стэрди воплощал те черты характера, которые он пронёс через всю свою жизнь. У него был очень точный ум; он тонко чувствовал, когда возникала необходимость в расстановке приоритетов; он очень чётко определял проблему; он был способен отдавать приказы, которые ни у кого не оставляли сомнений в том, что от него требуется, а затем предоставлял людям делать дело… Когда подходило время ответа, его критика была благожелательной и конструктивной. Но он не терпел дураков и прямо им об этом говорил, хотя при этом всегда безошибочно определял того, кто тормозит процесс и кого надо как-то подтолкнуть или применить меры пожёстче. Но, прежде всего, он умел смеяться, и это сильно помогало людям.
Оригинальный текст (англ.)To those of us working with him then, Sturdee displayed those characteristics which he retained all his life. He had a very precise mind — he had a great sense of the need for priorities — he saw the problem very clearly — he was able to give orders which left no one in doubt as to what was wanted and he then left people to get on with the job… When it came to the answer he was kindly and constructive in criticism. But he didn't suffer fools gladly and told them so, while, at the same time he was unerring in picking out the one who was dragging his feet and who needed encouragement or something stronger. But above all he knew how to laugh, and thus was a great help to people.

16 апреля 1950 года Стэрди достиг пенсионного возраста. 17 апреля он ушёл в отставку с поста начальника Генерального штаба, и его преемником стал Ровелл. 16 мая 1950 года Стэрди был уволен в отставку с военной службы. В знак признания заслуг 1 января 1951 года Стэрди был произведён в рыцари-командоры ордена Британской империи с присвоением титулования «сэр».

### В отставке
В отставке Стэрди поселился в Куйонге — пригороде Мельбурна. Стэрди, бывший достаточно высоким и подтянутым человеком со спортивной фигурой и пропорциональным телосложением (его рост составлял 179 см), мало интересовался физическими упражнениями, однако получал истинное удовольствие от работы в своём прекрасном саду или хорошо оборудованной мастерской, и как мастер на все руки всегда готов был помочь своим знакомым в наладке или обслуживании оборудования. После смерти Томаса Блэми 27 мая 1951 года Стэрди стал одним из тех, кто нёс гроб на его похоронах, собравших около 300 тысяч человек на улицах Мельбурна. С 1951 до 1956 год Стэрди занимал должность директора австралийского отделения компании Standard Telephones and Cables и был почётным полковником Королевского корпуса австралийских электрических и механических инженеров. Его жена, проведя всю жизнь среди военных, занималась делами Женской ассоциации АИС. Их дочь Маргарет унаследовала от отца военную жилку и во время Второй мировой войны служила в управлении старших военных советников. Её муж Джон Патрик Джозеф Бакли был первым помощником министра обороны.
Вернон Эштон Хобарт Стэрди скончался 25 мая 1966 года в Репатриационном госпитале Хайделберга, где пятнадцатью годами ранее умер Блэми. Перед смертью Стэрди сжёг все свои личные документы, сказав: «Я сделал работу. Всё закончено». После него остались его жена, их дочь и один из их двух сыновей.
Церемония прощания со Стэрди прошла с воинскими почестями, после чего состоялась кремация. Одним из тех, кто нёс гроб Стэрди, был друг его детства из Мельбурнской грамматической школы генерал-лейтенант сэр Эдмунд Херринг. 27 мая прах Стэрди был захоронен в нише № 370 на Ботаническом кладбище Спрингвейла (штат Виктория)

## Память

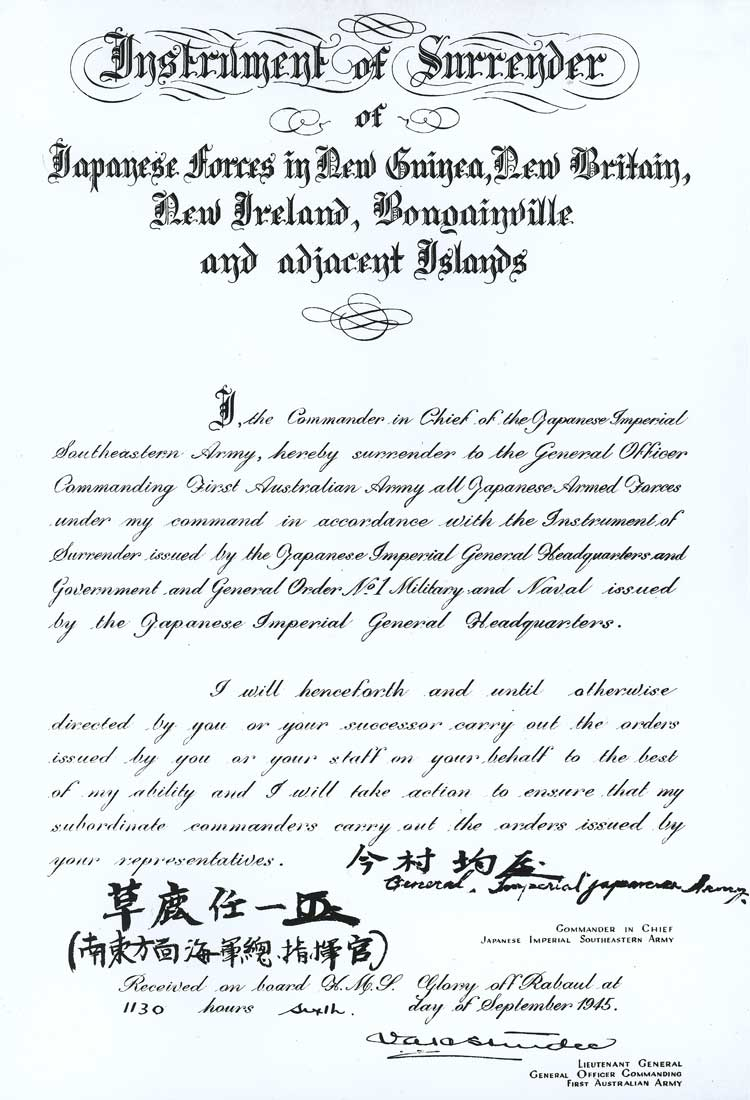
Акт о капитуляции из Рабаула

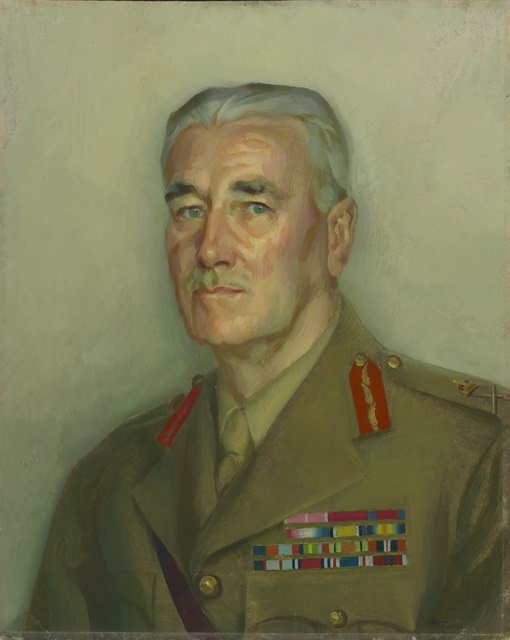
Портрет кисти Мюррея Гриффина

В 1957 году австралийский художник Мюррей Гриффин написал портрет Стэрди.
Несмотря на важность роли Стэрди в обороне Австралии во Второй мировой войне, до недавнего времени в его честь ничего не было названо, кроме среднего десантного корабля «Vernon Sturdee», купленного у США и переданного в состав Армии Австралии 26 января 1960 года, а впоследствии списанного и проданного.
17 мая 2000 года министр по делам ветеранов Брюс Скотт открыл Мемориальный сад Стэрди в Мемориальном парке Бунуронг в Бангхолме.
В 1982 году леди Стэрди передала два японских меча, принятых им в ходе капитуляции японского командования, вместе со шпагой, которая была на нём самом в процессе этой церемонии, на хранение в Австралийский военный мемориал. Некоторые бумаги Стэрди, в частности дневники и корреспонденция времён Галлиполи, хранятся в Библиотеке Академии сил обороны Австралии. Награды Стэрди выставлены в экспозиции Монумента памяти в Мельбурне.
В 2009 году акт о капитуляции с Рабаула, подписанный Стэрди, был продан частному коллекционеру из Западной Австралии за 102 тысячи долларов, в то время как руководства Национального архива Австралии и Австралийского военного мемориала, считающие этот документ достоянием короны, не смогли купить его из-за высокой цены.

## Награды
| Лента                                               | Знак отличия                                        | Дата            | Прим.             |
| Орден Британской империи                            | Офицер ордена Британской империи                    | 1 января 1919   | [ 130 ]           |
| Орден Британской империи                            | Командор ордена Британской империи                  | 1 января 1939   | [ 131 ] [ 132 ]   |
| Орден Британской империи                            | Рыцарь-командор ордена Британской империи           | 1 января 1951   | [ 133 ] [ 134 ]   |
| Орден Бани                                          | Компаньон ордена Бани                               | 1 января 1943   | [ 135 ] [ 136 ]   |
| Орден «За выдающиеся заслуги»                       | Орден «За выдающиеся заслуги»                       | 1 января 1917   | [ 137 ] [ 138 ]   |
| Звезда 1914—15                                      | Звезда 1914—15                                      | Декабрь 1918    | [ 16 ]            |
| Британская военная медаль                           | Британская военная медаль                           | 26 июля 1919    | [ 16 ]            |
| Медаль Победы                                       | Медаль Победы                                       | 1 сентября 1919 | [ 16 ]            |
| Звезда 1939—1945                                    | Звезда 1939—1945                                    | 8 июля 1943     | [ См. 1 ]         |
| Тихоокеанская звезда                                | Тихоокеанская звезда                                | Май 1945        | [ См. 1 ]         |
| Медаль обороны                                      | Медаль обороны                                      | Май 1945        | [ См. 1 ]         |
| Военная медаль 1939—1945 с упоминанием в донесениях | Военная медаль 1939—1945 с упоминанием в донесениях | 4 марта 1947    | [ См. 1 ] [ 107 ] |
| Медаль службы Австралии 1939—1945                   | Медаль службы Австралии 1939—1945                   | Ноябрь 1949     | [ См. 2 ]         |
| Медаль Серебряного юбилея короля Георга V           | Медаль Серебряного юбилея короля Георга V           | 6 мая 1935      | [ 139 ]           |
| Коронационная медаль Георга VI                      | Коронационная медаль Георга VI                      | 12 мая 1937     | [ См. 2 ]         |
| Коронационная медаль Елизаветы II                   | Коронационная медаль Елизаветы II                   | 2 июня 1953     | [ См. 2 ]         |
| Упоминание в донесениях                             | Упоминание в донесениях                             | 13 ноября 1917  | [ 33 ]            |
| Упоминание в донесениях                             | Упоминание в донесениях                             | 8 ноября 1918   | [ 41 ]            |
| Орден Почётного легиона                             | Кавалер ордена Почётного легиона                    | 5 сентября 1915 | [ 25 ]            |
| Орден «Легион почёта» степени командора             | Орден «Легион почёта» степени командора             | 22 января 1948  | [ 81 ]            |

## Комментарии
1. 1 2 3 4  См. официальную фотографию Архивная копия от 30 сентября 2019 на Wayback Machine с сайта Национальной портретной галереи в Лондоне.
2. 1 2 3  См. официальный портрет Архивная копия от 18 мая 2015 на Wayback Machine с сайта Австралийского военного мемориала в Канберре.